# Georg Betz
Georg Betz (Kolbermoor, 15 giugno 1903 – Berlino, 2 maggio 1945) è stato un ufficiale tedesco delle SS. Servì come copilota personale di Hitler e come sostituto di Hans Baur. Betz era presente nel Führerbunker di Berlino alla fine dell'aprile 1945. Il 2 maggio 1945 Betz morì cercando di attraversare il Weidendammer Brücke sotto il fuoco dell'Armata Rossa.

## Biografia

### Carriera iniziale
Betz nacque a Kolbermoor nelle vicinanze di Rosenheim, in Baviera. Frequentò la facoltà di ingegneria meccanica dell'università di Monaco e successivamente seguì l'addestramento da pilota. Nel 1932, divenne capitano e volò per l'Europa per conto di Lufthansa. Si arruolò nelle SS e fu trasferito nello staff del Reichsführer-SS Heinrich Himmler. Betz fu nominato capitano della riserva dell'aeronautica del Fliegerstaffel des Führers. Ivi servì come copilota di Hitler e sostituto di Hans Baur. Betz fu promosso SS-Obersturmbannfuhrer il 30 gennaio 1944. In seguito mantenne il grado di Oberstleutnant der Reserve nella Luftwaffe.

### Berlino 1945
Betz si trovava a Berlino durante l'aprile 1945. Egli era stato posto a capo di una piccola flotta di aerei all'aeroporto di Tempelhof, dove egli si assicurava che fossero sempre nelle condizioni di poter volare. In aggiunta, gli fu affidato l'incarico di compilare una lista del personale che avrebbe dovuto volare da Berlino sino a Obersalzberg, dopo che Hitler ne avesse dato l'ordine. Il 20 aprile Hitler ordinò a Albert Bormann, all'ammiraglio Karl-Jesko von Puttkamer, al Dr. Theodor Morell, al Dr. Hugo Blaschke, alle segretarie Johanna Wolf, Christa Schröder, e a diversi altri di lasciare Berlino con gli aerei per Obersalzberg. Il gruppo volò fuori da Berlino su diversi aeroplani del Fliegerstaffel des Führers nei successivi tre giorni. Successivamente Betz fu incaricato di supervisionare la costruzione di una pista di emergenza vicino alla Porta di Brandeburgo ad uso esclusivo del personale del Führerbunker.
Il 29 aprile 1945, l'Armata Rossa lanciò un massiccio attacco verso il centro di Berlino. L'artiglieria sovietica aprì il fuoco verso ed attorno alla Cancelleria del Reich. Quella sera Betz era presente nel complesso del bunker, quando Hitler diede il suo addio ai propri piloti. Baur supplicò Hitler affinché lasciasse Berlino, offrendosi volontario di portarlo fuori dalla Germania con un Ju 390. Fu del tutto invano, dal momento che Hitler rifiutò, dicendo che sarebbe dovuto rimanere a Berlino. Il giorno seguente, il 30 aprile, l'Armata Rossa era a meno di 500 metri dal Führerbunker. Quel pomeriggio, Betz era ancora nel complesso del bunker quando Hitler si uccise.
In uno degli ultimi ordini di Hitler, questi aveva dato il permesso alle forze di Berlino di cercare di scappare dall'accerchiamento sovietico dopo la sua morte. Il generale Helmuth Weidling, comandante della difesa di Berlino, e l'SS-Brigadeführer Wilhelm Mohnke, il Kommandant del distretto governativo, misero a punto un piano per scappare da Berlino e raggiungere gli Alleati sulla sponda occidentale dell'Elba o l'esercito tedesco a nord. Mohnke divise i soldati ed il personale in servizio presso la Cancelleria ed il Führerbunker in dieci gruppi. Betz lasciò la Cancelleria del Reich all'interno di uno di questi gruppi. Nelle prime ore del 2 maggio 1945, Betz cercò assieme a molti civili e soldati di attraversare il Weidendammer Brücke, sotto il fuoco dell'Armata Rossa. Betz fu ferito durante l'attraversamento. Secondo le dichiarazioni di Erich Kempka, questi si imbatté in Betz, gravemente ferito, lasciandolo alle cure di Kaethe Hausermann, un dentista parte dello staff di Hitler, che lavorò con il dr. Hugo Blaschke. Kempka seppe in seguito che Betz era morto poco dopo a causa delle ferite riportate.